# La Terre vue du cœur
Pour plus de détails, voir Fiche technique et Distribution.
La Terre vue du cœur est un film documentaire québécois réalisé par Iolande Cadrin-Rossignol, sorti en 2018.

## Synopsis
Hubert Reeves, accompagné de scientifiques, philosophes, artistes et militants, nous alerte sur la sixième extinction en cours et sur les menaces pesant sur la biodiversité. À travers des récits inspirants et des solutions concrètes, ce film, dédié aux générations futures, invite à repenser notre place dans la nature, à agir pour préserver le vivant et à célébrer son mystère fascinant, tout en cultivant l'espoir et la créativité.

## Fiche technique
Sources : IMDb et CTVM
- Titre français : La Terre vue du cœur
- Réalisation : Iolande Cadrin-Rossignol
- Scénario : Iolande Cadrin-Rossignol
- Musique : Nicolas Maranda
- Photographie : Sophie Deraspe
- Son : Stéphane Barsalou, Sylvain Bellemare, Luc Boudrias (en)
- Montage : Oana Suteu Khintirian (en)
- Production : Marie-Dominique Michaud, Chantale Pagé
- Société de production : Jane Losa Films
- Société de distribution : Maison 4:3
- Pays de production :  Canada
- Langue originale : français, anglais (sous-titré en français)
- Format : couleur
- Genre : documentaire
- Durée : 91 minutes
- Dates de sortie :
  - Canada :
    - 12 avril 2018 (première à Montréal)
    - 13 avril 2018 (sortie en salle au Québec)

  - France : 23 mai 2018 (sortie en salle)
- Classification :
  - Québec : Visa général[2]

## Distribution
- Hubert Reeves, astrophysicien, vulgarisateur scientifique et écologiste
- Frédéric Lenoir, philosophe, sociologue, écrivain et journaliste
- Karel Mayrand, directeur général pour le Québec de la Fondation David Suzuki
- Mario Cyr, cinéaste des profondeurs océaniques
- Robin Wall Kimmerer, biologiste, chercheure et botaniste potéouatami
- Michel Labrecque, directeur du Jardin botanique de Montréal et chercheur en botanique urbaine
- Edith Widder, spécialiste de la bioluminescence sous-marine, fondatrice de Ocean Research & Conservation Association (ORCA)
- Emmanuelle Pouydebat, spécialiste en intelligence animale, directrice de recherche au CNRS
- Élise Desaulniers, auteure, chroniqueuse, activiste et directrice général de la SPCA de Montréal
- Stefan Sobkowiak, permaculteur, biologiste et auteur
- Karine Péloffy, Centre québécois du droit de l’environnement
- Jérôme Dupras, professeur au département des sciences naturelles de l'Université du Québec en Outaouais, directeur de laboratoire d'économie écologique (ISFORT) et bassiste du groupe Les Cowboys fringants